# INNOCENT (曲)
「INNOCENT」（いのせんと）は、佐野元春45作目のシングル。1999年12月20日に、Epic/Sony Records/M's Factoryから発売された。

## 概要
初出はファンクラブ限定ライヴで披露された新曲で、ファンへの感謝を込めて制作し、本作発売に関し改題された。

## 収録曲
全作詞・作曲・編曲：佐野元春
1. INNOCENT
2. INNOCENT (Remix)
3. INNOCENT (Instrumental)